# Битка при Кустоца (1848)
Първата битка при Кустоца се води на 24 и 25 юли 1848 г. по време на Австро-италианската война между армиите на Австрийската империя, командвана от фелдмаршал Радецки и Сардинското кралство, ръководено от крал Карл Алберт.
През март 1848 г. град Милано започва въстание срещу австрийската окупация. Карл Алберт подкрепя миланското въстание и обявява война на Австрия. Венеция също обявява своята независимост от Австрия. Австрийският фелдмаршал Радецки оттегля войските от Милано в отбранителните си позиции, базирани в четирите крепости: Верона, Мантуа, Пескиера и Леняго. Пиемонтците вземат Пескиера след кратка обсада, но Радецки получава значителни подкрепления.